# Pseudomalmea diclina
Pseudomalmea diclina är en kirimojaväxtart som först beskrevs av Robert Elias Fries, och fick sitt nu gällande namn av Laurentius 'Lars' Willem Chatrou. Pseudomalmea diclina ingår i släktet Pseudomalmea och familjen kirimojaväxter. Inga underarter finns listade i Catalogue of Life.